# ツル属
ツル属（ツルぞく、Grus）は、鳥綱ツル目ツル科に属する属。ツル科およびツル亜科の模式属。模式種はクロヅル。

## 分布
アフリカ大陸、オーストラリア大陸、北アメリカ大陸、ユーラシア大陸、東南アジア、日本

## 形態
最大種はオオヅルで全長152cm。最小種はナベヅルで全長96.5 cm。属名Grusは「ツル」の意。

## 生態
湿地、草原、水田等に生息する。地上に枯草等を積み上げた塚状の巣を作る。
食性は雑食で、草、果実、種子、昆虫類、魚類、両生類等を食べる。
繁殖形態は卵生。

## 分類
- Grus americana　アメリカシロヅル　Whooping crane
- Grus antigone　オオヅル　Sarus crane
- Grus canadensis　カナダヅル　Sandhill crane
- Grus grus　クロヅル　Common crane
- Grus japonesis　タンチョウ　Red-crowned crane
- Grus leucogeranus　ソデグロヅル　Siberian crane
- Grus monacha　ナベヅル　Hooded crane
- Grus nigricollis　オグロヅル　Black-necked crane
- Grus paradisea　ハゴロモヅル　Blue crane
- Grus rubicunda　オーストラリアヅル　Brolga
- Grus vipio　マナヅル　White-naped crane

## 人間との関係
開発による生息地の破壊等の理由で生息数は激減している。ツル科は科単位でワシントン条約附属書IIに記載されているが、本科に含まれる6種2亜種はワシントン条約附属書Iに記載されている。（他属には2007年現在ワシントン条約附属書Iに記載されている種はいない。）
日本の鹿児島県出水市はツルの飛来地として知られており、国の天然記念物に指定されている。2007年現在までに本属の構成種の半数を上回る6種の飛来が確認されている。